# 이천 자석리 석불입상
이천 자석리 석불입상(利川 自石里 石佛立像)은 대한민국 경기도 이천시 설성면 자석리에 있는 석불입상이다. 1983년 9월 19일 경기도의 문화재자료 제41호로 지정되었다.

## 개요
경기도 이천시 설성면 자석리의 남쪽 산기슭에 위치한 용화사 경내의 노천에 있는데 이곳은 예로부터 미륵당이라고 전해진다.
전체 2개의 돌로 이루어진 이 석불은 머리에 원형의 넓은 갓을 쓰고 있으며, 긴 타원형의 얼굴에 눈·코·입이 작게 표현되어 전체적으로 조화와 균형을 잃고 있다. 간략하게 표현된 옷주름은 양 손의 표현과 더불어 마멸이 심해 정확한 모습을 파악하기 어렵다.
이 불상은 얼굴과 더불어 짧은 목, 몸체에 비해 좁은 어깨, 간략화된 옷주름 등에서 고려 후기의 불상 양식을 보여준다.

## 참고 문헌
- 이천자석리석불입상 - 국가유산청 국가유산포털